# ستيفانو سوليما
ستيفانو سوليما هو مخرج وكاتب إيطالي ولد في 4 مايو 1966.

## روابط خارجية
- ستيفانو سوليما على موقع IMDb (الإنجليزية)
- ستيفانو سوليما على موقع ألو سيني (الفرنسية)
- ستيفانو سوليما على موقع ميوزك برينز (الإنجليزية)
- ستيفانو سوليما على موقع أول موفي (الإنجليزية)
- ستيفانو سوليما على موقع قاعدة بيانات الأفلام السويدية (السويدية)
- ستيفانو سوليما على موقع قاعدة بيانات الفيلم (الإنجليزية)
- ستيفانو سوليما على موقع كينوبويسك (الروسية)